# Bourd
Bourd (franska: Bourd (CR), Bourd (Commune Rurale), arabiska: بورد) är en kommun i Marocko.   Den ligger i provinsen Taza och regionen Fès-Meknès, i den nordöstra delen av landet, 270 km öster om huvudstaden Rabat. Antalet invånare är 9 831.